# Seznam českých rekordů v plavání
České rekordy v plavání jsou nejrychlejší časy plavců z České republiky, které jsou evidovány Českým svazem plaveckých sportů (ČSPS). ČSPS eviduje české rekordy v následujících individuálních disciplínách:
- 50 m, 100 m, 200 m, 400 m, 800 m a 1500 m volný způsob
- 50 m, 100 m a 200 m znak
- 50 m, 100 m a 200 m prsa
- 50 m, 100 m a 200 m motýl
- 100 m, 200 m a 400 m polohový závod

Závod na 100 m polohový závod se plave pouze na krátkém bazénu. V individuálních disciplínách se tedy evidují rekordy na všech tratích z programu Mistrovství světa v plavání. Ve štafetách se evidují rekordy na 4×100 m a 4×200 m volný způsob a 4×100 m polohový závod v dlouhém bazénu a v krátkém bazénu ještě navíc rekordy na 4×50 m volný způsob a polohově. Štafety reprezentačních a klubových štafet se sledují odděleně. Kromě rekordů ČR eviduje ČSPS ještě rekordy dorostu a nejlepší výkony žactva.
Všechny rekordy byly zaplavány ve finále, pokud není uvedeno jinak.

## Dlouhý bazén (50 m)

### Muži
| Disciplína                       | Čas      |      | Plavec                                                                                             | Klub                    | Datum             | Závody                       | Místo                          | Ref    |
| -------------------------------- | -------- | ---- | -------------------------------------------------------------------------------------------------- | ----------------------- | ----------------- | ---------------------------- | ------------------------------ | ------ |
| 50 m volný způsob                | 22,62    |      | Roman Procházka                                                                                    | KPS Ostrava             | 6. dubna 2023     | Eindhoven Qualification Meet | Eindhoven, Nizozemsko          | [ 2 ]  |
| 100 m volný způsob               | 48.95    | (h)  | Martin Verner                                                                                      | Kometa Brno             | 12. srpna 2008    | LOH 2008                     | Peking, Čína                   | [ 3 ]  |
| 200 m volný způsob               | 1:48,35  | (sf) | Květoslav Svoboda                                                                                  | TJ Znojmo               | 1. srpna 2002     | ME 2002                      | Berlín, Německo                | [ 4 ]  |
| 400 m volný způsob               | 3:48,32  |      | Jan Micka                                                                                          | USK Praha               | 26. srpna 2013    | MSJ 2013                     | Dubaj, Spojené arabské emiráty | [ 5 ]  |
| 800 m volný způsob               | 7:48,93  | (h)  | Jan Micka                                                                                          | USK Praha               | 8. srpna 2018     | MS 2019                      | Kwangdžu, Jižní Korea          | [ 6 ]  |
| 1500 m volný způsob              | 14:48,52 |      | Jan Micka                                                                                          | USK Praha               | 13. dubna 2019    | Swim Open Stockholm          | Stockholm, Švédsko             | [ 7 ]  |
| 50 m znak                        | 24,75    |      | Miroslav Knedla                                                                                    | Plavecký klub Zlín      | 21. května 2023   | Mare Nostrum                 | Monte Carlo, Monako            | [ 8 ]  |
| 100 m znak                       | 54,03    | (sf) | Jan Čejka                                                                                          | SCPAP                   | 19. května 2021   | ME 2021                      | Budapešť, Maďarsko             | [ 9 ]  |
| 200 m znak                       | 1:56,66  | (h)  | Jan Čejka                                                                                          | SCPAP                   | 21. května 2021   | ME 2021                      | Budapešť, Maďarsko             | [ 10 ] |
| 50 m prsa                        | 27,58    | (h)  | Petr Bartůněk                                                                                      | Chemička Ústí nad Labem | 28. července 2009 | MS 2009                      | Řím, Itálie                    | [ 11 ] |
| 100 m prsa                       | 1:00,63  | (sf) | Matěj Zábojník                                                                                     | Kometa Brno             | 11. srpna 2022    | ME 2022                      | Řím, Itálie                    | [ 12 ] |
| 200 m prsa                       | 2:10,40  |      | Matěj Zábojník                                                                                     | Kometa Brno             | 9. dubna 2022     | Swim Open Stockholm          | Stockholm, Švédsko             | [ 13 ] |
| 50 m motýlek                     | 23,46    | (h)  | Daniel Gracík                                                                                      | SCPAP                   | 3. září 2022      | MSJ 2022                     | Lima, Peru                     | [ 14 ] |
| 100 m motýlek                    | 51,89    | (h)  | Jan Šefl                                                                                           | ÚAPS                    | 30. dubna 2021    | Orca Cup                     | Šamorín, Slovensko             | [ 15 ] |
| 200 m motýlek                    | 1:56,91  |      | Ondřej Gemov                                                                                       | Slávia VŠ Plzeň         | 4. srpna 2023     | Světové univerzitní hry      | Čcheng-tu, Čína                | [ 16 ] |
| 200 m polohový závod             | 2:00,26  |      | Miroslav Knedla                                                                                    | Plavecký klub Zlín      | 5. července 2023  | MEJ 2023                     | Bělehrad, Srbsko               | [ 17 ] |
| 400 m polohový závod             | 4:18,34  |      | Pavel Janeček                                                                                      | Delfín Náchod           | 8. dubna 2016     | Eindhoven Swim Cup           | Eindhoven, Nizozemsko          | [ 18 ] |
| štafeta 4 × 100 m volný způsob   | 3:18,67  | (h)  | (49,46) Michal Rubáček (48,87) Martin Verner (50,11) Jan Šefl (50,23) Květoslav Svoboda            | Česko                   | 26. července 2009 | MS 2009                      | Řím, Itálie                    | [ 19 ] |
| štafeta 4 × 200 m volný způsob   | 7:22,48  | (h)  | (1:50,07) Jakub Štemberk (1:48,70) Adam Hlobeň (1:52,61) Sebastian Luňák (1:51,10) Roman Procházka | Česko                   | 23. srpna 2019    | MSJ 2019                     | Budapešť, Maďarsko             | [ 20 ] |
| štafeta 4 × 100 m polohový závod | 3:37,10  | (h)  | (55,88) Tomáš Fučík (1:01,28) Petr Bartůněk (51,26) Michal Rubáček (48,68) Martin Verner           | Česko                   | 2. srpna 2009     | MS 2009                      | Řím, Itálie                    | [ 21 ] |

Legenda: # – Rekord čekající na schválení; WR – Světový rekord; ER – Evropský rekord; 
 Rekordy nestanovené ve finále: (h) – rozplavby; (sf) – semifinále; (r) – první úsek štafety; (rh) – první úsek štafety v rozplavbách; (b) – B finále; † – mezičas; (tt) – kvalifikace do hlavního závodu 

### Ženy
| Disciplína                       | Čas      |      | Plavec                                                                                              | Klub                                    | Datum             | Závody                                   | Místo                      | Ref           |
| -------------------------------- | -------- | ---- | --------------------------------------------------------------------------------------------------- | --------------------------------------- | ----------------- | ---------------------------------------- | -------------------------- | ------------- |
| 50 m volný způsob                | 24,67    |      | Barbora Seemanová                                                                                   | Motorlet Praha                          | 18. května 2021   | ME 2021                                  | Budapešť, Maďarsko         | [ 22 ]        |
| 100 m volný způsob               | 53,68    | sf   | Barbora Seemanová                                                                                   | Motorlet Praha                          | 21. května 2021   | ME 2021                                  | Budapešť, Maďarsko         | [ 23 ]        |
| 200 m volný způsob               | 1:55,45  | (sf) | Barbora Seemanová                                                                                   | Motorlet Praha                          | 28. července 2021 | OH 2020                                  | Tokio, Japonsko            | [ 24 ] [ 25 ] |
| 400 m volný způsob               | 4:08,37  |      | Barbora Seemanová                                                                                   | Motorlet Praha                          | 18. června 2021   | Mistrovství ČR                           | Ústí nad Labem, Česko      | [ 26 ]        |
| 800 m volný způsob               | 8:35,84  |      | Jana Pechanová                                                                                      | PK Příbram                              | 8. července 2001  | Mistrovství ČR                           | Praha, Česko               |               |
| 1500 m volný způsob              | 16:34,00 |      | Jana Pechanová                                                                                      | PK Příbram                              | 28. srpna 2001    | Světová univerziáda                      | Peking, Čína               |               |
| 50 m znak                        | 27,78    | (h)  | Simona Baumrtová                                                                                    | Slávie Chomutov                         | 4. srpna 2018     | ME 2018                                  | Glasgow, Skotsko           | [ 27 ]        |
| 100 m znak                       | 59.65    |      | Simona Baumrtová                                                                                    | Slávie Chomutov                         | 24. července 2017 | MS 2017                                  | Londýn, Spojené království | [ 28 ]        |
| 200 m znak                       | 2:09,92  |      | Simona Baumrtová                                                                                    | Slávie Chomutov                         | 13. června 2014   | Trofeo Sette Colli                       | Řím, Itálie                | [ 29 ]        |
| 50 m prsa                        | 30,31    | (sf) | Petra Chocová                                                                                       | PK Česká Lípa                           | 3. srpna 2013     | MS 2013                                  | Barcelona, Španělsko       | [ 30 ]        |
| 100 m prsa                       | 1:07,66  | (h)  | Petra Chocová                                                                                       | PK Česká Lípa                           | 25. července 2011 | ME 2014                                  | Berlín, Německo            | [ 31 ]        |
| 200 m prsa                       | 2:25,03  | (h)  | Kristýna Horská                                                                                     | Slávia VŠ Plzeň                         | 28. července 2021 | OH 2020                                  | Tokio, Japonsko            | [ 32 ]        |
| 50 m motýlek                     | 26,14    |      | Daryna Nabojčenko                                                                                   | Ústecká akademie plaveckých sportů z.s. | 26. dubna 2025    | VC Pardubic - Český pohár Arena Cup 2025 | Pardubice, Česko           | [ 33 ]        |
| 100 m motýlek                    | 58,54    |      | Lucie Svěcená                                                                                       | SK Jazzmani Žatec                       | 17. dubna 2016    | Velká cena Pardubic                      | Pardubice, Česko           | [ 34 ]        |
| 200 m motýlek                    | 2:11,65  |      | Barbora Závadová                                                                                    | KPS Ostrava                             | 5. srpna 2018     | ME 2018                                  | Glasgow, Skotsko           | [ 35 ]        |
| 200 m polohový závod             | 2:11,97  | (sf) | Barbora Závadová                                                                                    | KPS Ostrava                             | 2. srpna 2015     | MS 2015                                  | Kazaň, Rusko               | [ 36 ]        |
| 400 m polohový závod             | 4:35,60  |      | Barbora Závadová                                                                                    | KPS Ostrava                             | 9. srpna 2015     | MS 2015                                  | Kazaň, Rusko               | [ 37 ]        |
| štafeta 4 × 100 m volný způsob   | 3:40,78  | (h)  | (55,09) Barbora Seemanová (55,93) Anna Kolářová (55,50) Simona Baumrtová (54,26) Anika Apostalonová | Česko                                   | 21. července 2019 | MS 2019                                  | Kwangdžu, Jižní Korea      | [ 38 ] [ 39 ] |
| štafeta 4 × 200 m volný způsob   | 8:16,55  |      | Kristýna Kyněrová Marcela Kubalčíková Jana Pechanová Hana Netrefová                                 | Česko                                   | 24. srpna 2001    | Univerziáda                              | Peking, Čína               |               |
| štafeta 4 × 100 m polohový závod | 4:02,23  | (h)  | (1:00,13) Simona Baumrtová (1:07,78) Petra Chocová (59,18) Lucie Svěcená (55,16) Anna Kolářová      | Česko                                   | 30. července 2017 | MS 2017                                  | Budapešť, Maďarsko         | [ 40 ]        |

Legenda: # – Rekord čekající na schválení; WR – Světový rekord; ER – Evropský rekord; 
 Rekordy nestanovené ve finále: (h) – rozplavby; (sf) – semifinále; (r) – první úsek štafety; (rh) – první úsek štafety v rozplavbách; (b) – B finále; † – mezičas; (tt) – kvalifikace do hlavního závodu 

## Krátký bazén (25 m)

### Muži
| Disciplína                       | Čas      |      | Plavec                                                                                          | Klub               | Datum              | Závody           | Místo                             | Ref    |
| -------------------------------- | -------- | ---- | ----------------------------------------------------------------------------------------------- | ------------------ | ------------------ | ---------------- | --------------------------------- | ------ |
| 50 m volný způsob                | 21,63    | (h)  | Tomáš Plevko                                                                                    | SK Žatec           | 25. listopad 2012  | ME25 2012        | Chartres, Francie                 | [ 41 ] |
| 100 m volný způsob               | 46,94    | (sf) | Martin Verner                                                                                   | Kometa Brno        | 11. prosince 2009  | ME25 2009        | Istanbul, Turecko                 | [ 42 ] |
| 200 m volný způsob               | 1:43,54  | (h)  | Květoslav Svoboda                                                                               | TJ Znojmo          | 14. prosince 2008  | ME25 2008        | Rijeka, Chorvatsko                | [ 43 ] |
| 400 m volný způsob               | 3:40,60  |      | Ondřej Gemov                                                                                    | Slávia VŠ Plzeň    | 16. října 2002     | Plzeňské sprinty | Plzeň, Česko                      | [ 44 ] |
| 800 m volný způsob               | 7:33,23  |      | Jan Micka                                                                                       | USK Praha          | 16. listopadu 2018 | Mistrovství ČR   | Plzeň, Česko                      | [ 44 ] |
| 1500 m volný způsob              | 14:24,88 |      | Jan Micka                                                                                       | USK Praha          | 17. listopadu 2018 | Mistrovství ČR   | Plzeň, Česko                      | [ 45 ] |
| 50 m znak                        | 23,26    | (h)  | Tomáš Franta                                                                                    | Slávie Chomutov    | 15. prosince 2022  | MS25 2022        | Melbourne, Austrálie              | [ 45 ] |
| 100 m znak                       | 50,39    | (sf) | Tomáš Franta                                                                                    | Slávie Chomutov    | 13. prosince 2022  | MS25 2022        | Melbourne, Austrálie              | [ 46 ] |
| 200 m znak                       | 1:49,93  |      | Jan Čejka                                                                                       | SCPAP              | 21. prosince 2021  | MS25 2021        | Spojené arabské emiráty, Abú Zabí | [ 47 ] |
| 50 m prsa                        | 26,83    |      | Petr Bartůněk                                                                                   | ÚAPS               | 10. prosince 2016  | MS25 2016        | Windsor, Kanada                   | [ 48 ] |
| 100 m prsa                       | 57,59    |      | Matěj Zábojník                                                                                  | Kometa Brno        | 16. prosince 2021  | MS25 2021        | Abú Zabí, Spojené arabské emiráty | [ 49 ] |
| 200 m prsa                       | 2:04,57  |      | Matěj Zábojník                                                                                  | Kometa Brno        | 16. prosince 2022  | MS25 2022        | Melbourne, Austrálie              | [ 50 ] |
| 50 m motýlek                     | 22,81    | (sf) | Michal Rubáček                                                                                  | TJ Znojmo          | 13. prosince 2009  | ME25 2009        | Istanbul, Turecko                 | [ 51 ] |
| 100 m motýlek                    | 50,44    | (h)  | Jan Šefl                                                                                        | ÚAPS               | 17. prosince 2022  | MS25 2022        | Melbourne, Austrálie              | [ 52 ] |
| 200 m motýlek                    | 1:52,69  |      | Ondřej Gemov                                                                                    | Slávia VŠ Plzeň    | 5. listopadu 2021  | ME25 2021        | Kazaň, Rusko                      | [ 53 ] |
| 100 m polohový závod             | 53,23    | (sf) | Jan Šefl                                                                                        | ÚAPS               | 6. listopadu 2021  | ME25 2021        | Kazaň, Rusko                      | [ 54 ] |
| 200 m polohový závod             | 1:56,50  | (h)  | Tomáš Havránek                                                                                  | TJ Bohemians Praha | 23. listopadu 2017 | Mistrovství ČR   | Plzeň, Česko                      | [ 55 ] |
| 400 m polohový závod             | 4:08,78  |      | Pavel Janeček                                                                                   | Delfín Náchod      | 3. prosince 2015   | ME25 2015        | Netanja, Izrael                   | [ 56 ] |
| štafeta 4×50 m volný způsob      | 1:26,53  |      | (21,63) Tomáš Plevko (21,75) Martin Verner (21,92) Michal Ledl (21,23) Jan Šefl                 | Česko              | 25. listopadu 2012 | ME25 2012        | Chartres, Francie                 | [ 57 ] |
| štafeta 4 × 100 m volný způsob   | 3:15,28  | (h)  | (48,44) Michal Rubáček (48,12) Martin Verner (49,97) Tomáš Fučík (48,75) Jan Šefl               | Česko              | 15. prosince 2010  | MS25 2010        | Dubaj, Spojené arabské emiráty    | [ 58 ] |
| štafeta 4 × 200 m volný způsob   | 7:04,42  |      | (1:45,22) Jan Šefl (1:46,12) Michal Rubáček (1:46,52) Martin Verner (1:46,56) Květoslav Svoboda | Česko              | 16. prosince 2010  | MS25 2010        | Dubaj, Spojené arabské emiráty    | [ 59 ] |
| štafeta 4×50 m polohový závod    | 1:35,18  | (h)  | (24,51) Martin Baďura (26,70) Petr Bartůněk (22,97) Michal Ledl (21,00) Tomáš Plevko            | Česko              | 22. listopadu 2012 | ME25 2012        | Chartres, Francie                 | [ 60 ] |
| štafeta 4 × 100 m polohový závod | 3:26,18  |      | (50,42) Tomáš Franta (57,42) Matěj Zábojník (50,48) Jan Šefl (47,86) Daniel Gracík              | Česko              | 18. prosince 2022  | MS25 2022        | Abú Zabí, Spojené arabské emiráty | [ 61 ] |

Legenda: # – Rekord čekající na schválení; WR – Světový rekord; ER – Evropský rekord; 
 Rekordy nestanovené ve finále: (h) – rozplavby; (sf) – semifinále; (r) – první úsek štafety; (rh) – první úsek štafety v rozplavbách; (b) – B finále; † – mezičas; (tt) – kvalifikace do hlavního závodu 

### Ženy
| Disciplína                       | Čas      |       | Plavec | Klub                                    | Datum              | Závody                        | Místo                     | Ref    |
| -------------------------------- | -------- | ----- | --- | --------------------------------------- | ------------------ | ----------------------------- | ------------------------- | ------ |
| 50 m volný způsob                | 24,09    | (h)   | Anika Apostalonová                                                                                            | USK Praha                               | 20. října 2018     | Velká cena Brna               | Brno, Česko               | [ 62 ] |
| 100 m volný způsob               | 51,71    |       | Barbora Seemanová                                                                                             | Motorlet Praha                          | 28. listopadu 2023 | International Swimming League | Eindhoven, Nizozemsko     | [ 63 ] |
| 200 m volný způsob               | 1:52,66  |       | Barbora Seemanová                                                                                             | Motorlet Praha                          | 18. prosince 2022  | MS25 2022                     | Melbourne, Austrálie      | [ 64 ] |
| 400 m volný způsob               | 4:00,15  |       | Barbora Seemanová                                                                                             | Motorlet Praha                          | 21. října 2022     | Světový pohár                 | Berlín, Německo           | [ 65 ] |
| 800 m volný způsob               | 8:27,52  |       | Barbora Seemanová                                                                                             | Motorlet Praha                          | 9. listopadu 2019  | Mladost Meet                  | Záhřeb, Chorvatsko        | [ 66 ] |
| 1500 m volný způsob              | 16:08,08 |       | Martina Elhenická                                                                                             | Lokomotiva Trutnov                      | 21. října 2017     | Plzeňské sprinty              | Plzeň, Česko              | [ 67 ] |
| 50 m znak                        | 26,17    |       | Simona Kubová                                                                                                 | Slávie Chomutov                         | 15. prosince 2022  | MS25 2022                     | Melbourne, Austrálie      | [ 68 ] |
| 100 m znak                       | 56,28    |       | Simona Baumrtová                                                                                              | Slavie Chomutov                         | 13. prosince 2013  | ME25 2013                     | Herning, Dánsko           | [ 69 ] |
| 200 m znak                       | 2:03,06  |       | Simona Baumrtová                                                                                              | Slávie Chomutov                         | 15. prosince 2013  | ME25 2013                     | Herning, Dánsko           | [ 70 ] |
| 50 m prsa                        | 30,00    |       | Petra Chocová                                                                                                 | PK Česká Lípa                           | 12. prosince 2013  | ME25 2013                     | Herning, Dánsko           | [ 71 ] |
| 100 m prsa                       | 1:05,50  |       | Petra Chocová                                                                                                 | PK Česká Lípa                           | 25. listopadu 2012 | ME25 2012                     | Chartres, Francie         | [ 72 ] |
| 200 m prsa                       | 2:19,88  |       | Kristýna Horská                                                                                               | Slávia VŠ Plzeň                         | 17. října 2020     | International Swim Meet       | Skopje, Severní Makedonie | [ 73 ] |
| 50 m motýlek                     | 25,57    | (f) = | Daryna Nabojčenko                                                                                             | Ústecká akademie plaveckých sportů z.s. | 21. prosince 2024  | Zimní mistrovství ČR 2024     | Brno - Lužánky, Česko     | [ 74 ] |
| 100 m motýlek                    | 57,76    | (sf)  | Lucie Svěcená                                                                                                 | SK Jazzmani Žatec                       | 10. prosince 2016  | MS25 2016                     | Windsor, Kanada           | [ 75 ] |
| 200 m motýlek                    | 2:09,46  |       | Barbora Seemanová                                                                                             | Motorlet Praha                          | 18. října 2019     | Plzeňské sprinty              | Plzeň, Česko              | [ 76 ] |
| 100 m polohový závod             | 59,82    |       | Simona Baumrtová                                                                                              | Slávie Chomutov                         | 28. listopadu 2013 | Mistrovství ČR                | Plzeň, Česko              | [ 77 ] |
| 200 m polohový závod             | 2:08,61  |       | Simona Baumrtová                                                                                              | Slávie Chomutov                         | 29. listopadu 2013 | Mistrovství ČR                | Plzeň, Česko              | [ 78 ] |
| 400 m polohový závod             | 4:28,21  |       | Barbora Závadová                                                                                              | KPS Ostrava                             | 11. prosince 2011  | ME25 2011                     | Štětín, Polsko            | [ 79 ] |
| štafeta 4×50 m volný způsob      | 1:38,24  |       | (25,06) Simona Kubová (23,91) Anika Apostalonová (23,90) Barbora Seemanová (25,37) Barbora Závadová           | Česko                                   | 16. prosince 2018  | MS25 2018                     | Chang-čou, Čína           | [ 80 ] |
| štafeta 4 × 100 m volný způsob   | 3:48,17  |       | Tereza Kanalošová Michaela Petrová Petra Gebauerová Barbora Závadová                                          | KPS Ostrava                             | 29. listopadu 2013 | Mistrovství ČR                | Plzeň, Česko              |        |
| štafeta 4 × 200 m volný způsob   | 7:52,89  | (h)   | (1:58,63) Barbora Seemanová (1:57,33) Simona Baumrtová (1:58,15) Barbora Závadová (1:58,78) Martina Elhenická | Česko                                   | 10. prosince 2016  | MS25 2016                     | Windsor, Kanada           | [ 81 ] |
| štafeta 4×50 m polohový závod    | 1:46,17  |       | (26,58) Simona Kubová (29,90) Petra Chocová (25,86) Lucie Svěcená (23,83) Anika Apostalonová                  | Česko                                   | 12. prosince 2018  | MS25 2018                     | Chang-čou, Čína           | [ 82 ] |
| štafeta 4 × 100 m polohový závod | 3:56,86  | (h)   | (57,77) Simona Baumrtová (1:07,32) Martina Moravčíková (58,13) Lucie Svěcená (53,64) Barbora Seemanová        | Česko                                   | 11. prosince 2016  | MS25 2016                     | Windsor, Kanada           | [ 83 ] |

Legenda: # – Rekord čekající na schválení; WR – Světový rekord; ER – Evropský rekord; 
 Rekordy nestanovené ve finále: (h) – rozplavby; (sf) – semifinále; (r) – první úsek štafety; (rh) – první úsek štafety v rozplavbách; (b) – B finále; † – mezičas; (tt) – kvalifikace do hlavního závodu 